# Csorba Géza (ügyvéd)
Csorba Géza (Ekel, 1849. december 17. – Szeghalom, 1908. szeptember 16.) a magyarországi szociáldemokrata mozgalom szervezője, ügyvéd, újságíró, lapszerkesztő, közjegyző, spiritiszta.

## Életpályája
Apja, Csorba József nemes közbirtokos volt Ekelen. Csorba Géza Komáromban tanult a bencések gimnáziumában, az ötödik osztályt Győrben járta; onnan Komáromba ment és egy vaskereskedésben kezdett dolgozni, majd ismét folytatta iskoláit és közben gazdálkodott. A 7. és 8. osztályt a Pozsonyi Evangélikus Líceumban járta, egyetemre Budapestre ment, ahol 1870-ben jogot hallgatott, emellett nevelőként, instruktorként és a királyi ügyek igazgatóságának írnokaként tartotta fönn magát. 1873-ban írnok lett a királyi főügyészségnél és ugyanezen év február elsején elvette Táncsics Mihály leányát, Esztert, aki azonban 1881. július másodikán meghalt. 1877-ben Komáromba költözött és ügyvédként tevékenykedett, a következő évben a Nemválasztók Pártja alakuló kongresszusának vezetője lett. Innen az 1880-as évek végén Kőszegre ment, ahol ügyvéd és szerkesztő volt, de 1890 februárjában innen is eltávozott.
Irodalmi működése Budapesten 1870-ben kezdődött, mikor rendes munkatársa volt a Magyar Ujságnak. Gyors Póstának és az Üstökös, Ludas Matyi, Bolond Miska s Bolond Istók élclapoknak; 1880. augusztusban a Budapest című politikai napilapnak belső munkatársa lett, később az Egyetértés, Függetlenség, Népszava, Szabadság és Hazánk című politikai lapoknak; továbbá a Komárom és Komárom és Vidéke hetilapoknak; az Ügyvédi Közlöny című szaklapba szintén dolgozott. Cikkeinek tárgya: a független Magyarország, a magyar nyelv általánosítása, nőemancipáció, a szegényügy gyökeres rendezése, a homeopátia terjesztése, a lélek halhatatlansága és a spiritizmus.
Szerkesztette a Népszavát 1879. október 12-től 1881. március 6-ig; a Komárom és Vidékét 1883. szeptember 1-től 1884. december 21-ig (Rakits Wladimir gör. n. egy. lelkésszel együtt) Komáromban, melyhez 1884 augusztusában Komárommegyei Hirnök c. politikai havi mellékletet adott; a Kőszeg és Vidékét 1887. szeptember 4-től 1890. január 26-ig Kőszegen. 1894-ben a Győri Ellenőrt szerkesztette.
Haláláról beszámolt a Vasárnapi Ujság.

## Műve
- A demokrácia, mint a közjólét megvalósítója és biztosítéka (Bp., 1877-80)
- Táncsics Eszter és Csorba Géza naplója; vál., szerk., bev., jegyz. Buza Péter; Széphalom Könyvműhely, Bp., 1994